# Il concerto (film)
Il concerto (Le concert) è un film del 2009 diretto da Radu Mihăileanu.
Nel 2010 ha vinto i Premi César per la migliore musica da film e per il miglior sonoro ed è stato premiato come miglior film europeo da entrambi i maggiori riconoscimenti cinematografici italiani, i David di Donatello e i Nastri d'argento. Ha ricevuto inoltre una candidatura ai Premi Magritte 2011 nella categoria migliore coproduzione.

## Trama
(Andreï Filipov prima del concerto)
All'epoca di Brežnev, Andreï Filipov è il più grande direttore d'orchestra dell'Unione Sovietica: dirige la celebre Orchestra del Teatro Bol'šoj, ma viene licenziato all'apice della gloria, interrotto nel mezzo di un concerto, perché precedentemente si era rifiutato di espellere dalla sua orchestra tutti i musicisti ebrei.
Ventinove anni dopo lavora ancora al Bol'šoj, ma come uomo delle pulizie. Una sera Andreï si trattiene fino a tardi, per tirare a lustro l'ufficio del direttore e trova casualmente un fax indirizzato alla direzione del Bol'šoj: è del Théâtre du Châtelet, che invita l'orchestra ufficiale a suonare a Parigi. 
All'improvviso Andreï ha un'idea folle: riunire i suoi vecchi amici musicisti che, come lui, vivono facendo umili lavori e portarli a Parigi, spacciandoli per l'orchestra del Bol'šoj. È l'occasione tanto attesa da tutti di potersi finalmente prendere una rivalsa e di terminare il Concerto per violino e orchestra di Pëtr Il'ič Čajkovskij che stavano suonando trent'anni prima, al momento in cui furono interrotti. Ma nella decisione di Filipov di voler attuare questo assurdo quanto coraggioso piano non c'è solo la voglia di rivalsa per ciò che gli fu negato 30 anni prima.
Filipov infatti insiste perché al concerto prenda parte la giovane e brillantissima violinista francese Anne-Marie Jacquet. Date le bassissime pretese avanzate su tutto il resto da parte dell'impresario Ivan Gavrilov, anche lui riesumato dai tempi che furono e fermo alle tariffe di trent'anni prima, il teatro parigino può assicurare la partecipazione della violinista, per altro affascinata sia dalle musiche di Čajkovskij che dal nome del grande Filipov.
L'attrattiva di un guadagno strappa facilmente i vecchi musicisti dalle loro nuove e disparate attività. Ma a Parigi, dopo essersi fatti anticipare i 100 euro di diaria la compagnia si dissolve. Solo l'oligarca che ha finanziato la trasferta e Sacha, il più grande amico di Filipov, si presentano alle prove. Il teatro minaccia di far saltare tutto mentre la ragazza, pur non capendo bene in cosa si sia imbarcata, accetta l'invito a cena di Filipov.
A cena Anne-Marie capisce che il grande direttore d'orchestra non è più quello di una volta, è profondamente segnato ed è a Parigi solo per una rivincita personale, per cui, amareggiata, decide di tirarsi fuori. I turbamenti di Filipov hanno a che fare con una storia mai raccontata che solo Sacha, che ora ha compreso tutto, può provare a ricucire, per quanto possibile.
Il segreto riguarda due musicisti ebrei della vecchia orchestra, la grande violinista Lea e suo marito Ytzak. Allo scioglimento dell'orchestra, entrambi vennero deportati in Siberia dove Lea impazzì prima di morire, seguita dal marito. Lea, prima di partire per la Siberia, partorì una bambina che, affidata agli amici più cari, venne salvata nella custodia del violoncello di un'orchestrale che la portò in Francia, dove crebbe. Quella bambina era proprio Anne-Marie che però è cresciuta credendo di essere figlia di due scienziati, morti quando lei era molto piccola. Sacha richiama la ragazza lasciandole intendere che alla fine del concerto le verrà svelata la verità sui suoi genitori e così Anne-Marie ritrova l'entusiasmo e speranzosa si prepara per la serata.
Intanto gli orchestrali dispersi per Parigi vengono raggiunti da un SMS di fronte al quale non possono tirarsi indietro: si chiede loro di esibirsi in onore di Lea.
Così, senza alcuna prova, si arriva all'inizio del concerto. L'orchestra parte in maniera sgangherata ma all'assolo di Anne-Marie, come per magia, viene ritrovata l'armonia e la magistrale interpretazione della violinista trascina tutti gli altri musicisti a dare il meglio e ad offrire una prova esemplare che entusiasma il pubblico. Filipov porta finalmente a termine il suo concerto e rende il massimo onore all'amica Lea, che rivive nel talento della figlia.

## Produzione
Ambientato fra Mosca e Parigi, il film è girato dal regista rumeno-francese Mihăileanu in russo e francese.

## Distribuzione
In Italia il film è stato distribuito il 4 febbraio 2010 su Rai 3.

## Riconoscimenti
- 2011 - Golden Globe
  - Nomination Miglior film straniero (Francia)
- 2010 - European Film Awards
  - Nomination Migliore sceneggiatura a Radu Mihăileanu
- 2010 - Premio César
  - Miglior colonna sonora a Armand Amar
  - Miglior sonoro a Pierre Excoffier, Bruno Tarrière e Selim Azzazi
  - Nomination Miglior film
  - Nomination Miglior regista a Radu Mihăileanu
  - Nomination Migliore sceneggiatura originale a Radu Mihăileanu e Alain-Michel Blanc
  - Nomination Miglior montaggio a Ludo Troch
- 2010 - David di Donatello
  - Miglior film dell'Unione Europea a Radu Mihăileanu
- 2010 - Nastro d'argento
  - Miglior film europeo a Radu Mihăileanu
- 2011 - Premio Magritte
  - Nomination Migliore coproduzione a Radu Mihăileanu e Les Productions du Trésor
  - Nomination miglior montaggio a Ludo Troch